# 中央農業総合研究センター

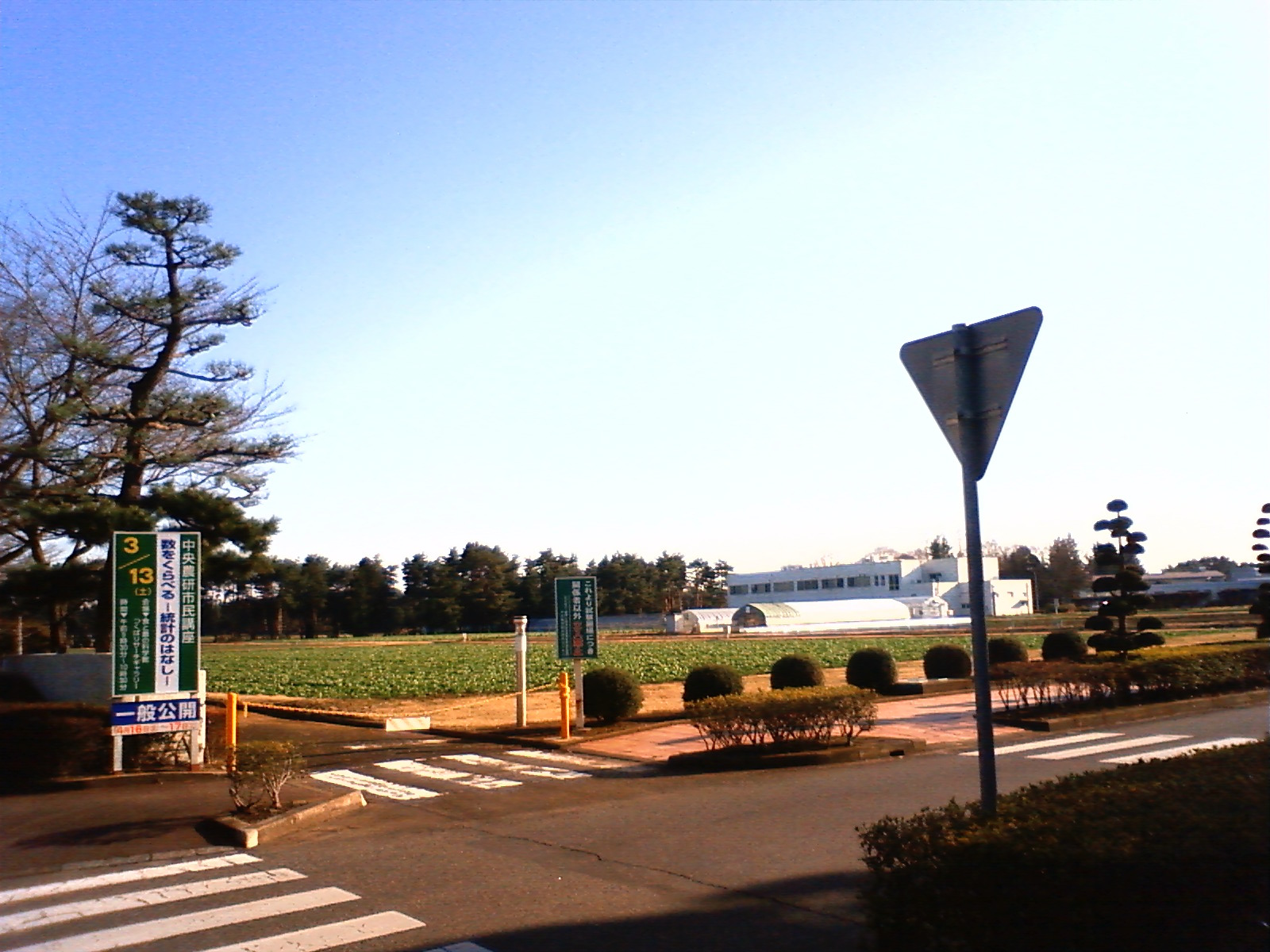
中央農業総合研究センター本所

農研機構中央農業総合研究センター（のうけんきこうちゅうおうのうぎょうけんきゅうセンター、英語: National Agricultural Research Center、NARC）は、農研機構の研究所の一つである。略称は中央農研。
本州中央地区における農業の発展のための研究をおこなう研究機関。

## 概要
- 所在：茨城県つくば市観音台3-1-1